# Прозоровский, Пётр Семёнович Меньшой
Князь Пётр Меньшой Семёнович Прозоровский (ум. 1691) — русский государственный и военный деятель, боярин (1682), воевода на Тереке, в Вятке, Киеве, Тобольске и Новгороде, сын боярина князя Семёна Васильевича Прозоровского (ум. 1660).

## Биография
В августе-декабре 1656 года князь Пётр Семёнович Прозоровский был рындой в белом платье или в ферезях с топором при приёме царем Алексеем Михайловичем датского посланница под Кокнесе, послов бранденбургского курфюрста и курляндского герцога под Ригой, посланника польного гетмана литовского Винцетия Гонсевского в Вязьме.
В 1657—1660 и 1665 годах — рында при приёмах грузинского царя Теймураза, послов Речи Посполитой, Венгрии, Чехии, Дании, Великого княжества Литовского, Имеретии, Швеции и Войска Запорожского. В 1660 году в чине чашника был за обедом, данном в Грановитой палате грузинскому царевичу Николаю Давидовичу. В 1657—1664 годах за царскими обедами смотрел в кривой или большой стол, «наряжал вина», потчевал грузинского и сибирских царевичей, ездил «со столом» от царя к шведским и голландским послам.
В 1668 году князь Пётр Семёнович Меньшой Прозоровский был назначен воеводой на Терек. Его родные братья, князь Иван и Михаил Прозоровские, находились на воеводстве в Астрахани. Опасаясь нападения отрядов Стеньки Разина, астраханские воеводы Иван и Михаил Прозоровские часто писали на Терек, спрашивая князя Петра о действиях «воровских казаков». Князь Петр писал им в ответ, что получил информацию о том, что Степан Разин совершил по Каспийскому морю крупный набег на прибрежные персидские владения. По просьбе князя Петра Прозоровского к нему было прислано из Астрахани 200 ратных людей для защиты от возможного нападения казаков. В течение двух лет братья Иван, Михаил и Пётр Семёновичи Прозоровские переписывались между собой и доносили царю о действиях и намерениях Степана Разина. 22 июня 1670 года астраханские воеводы, князья Иван и Михаил Семёновичи Прозоровские, были убиты при штурме Астрахани войсками Разина. Князь Михаил погиб в гуще битвы за городские ворота, а князь Иван был схвачен в церкви, куда его отнесли раненным, и казнён на следующий день, — атаман Разин лично столкнул его с одной из башен крепости. Терский воевода князь Пётр Прозоровский избежал участи своих братьев, несмотря на то, что отряды казаков дважды наведывались под его город, намереваясь его повесить.
В 1673 году терский воевода князь Пётр Семёнович Прозоровский писал из Терека астраханскому воеводе князю Я. Н. Одоевскому о набеге кумыков и об отражении им вражеского нападения на Терский город и слободы.
В 1677 году князь Пётр находился на воеводстве в Вятке. В январе 1682 года уже боярин и наместник тульский П. С. Меньшой Прозоровский подписал соборное постановление об отмене местничества.
В 1682—1683 годах — первый воевода в Киеве. Получил от царей Ивана и Петра Алексеевичей грамоту, в которой ему поручалось обнадежить московских стрельцов милостивым царским словом и жалованьем. Через год после этой грамоты, цари писали архимандриту Киево-Печерского монастыря Иннокентию Гизелю, что они высоко ценят его службу царям Алексею и Феодору, а потому, зная, что киевский воевода князь Пётр Прозоровский «живет с ним несоветно и имеет на него в некоторых делах подозрение и письма его перенимает», послали князю П. С. Прозоровскому указ, чтобы, «будучи с ним вместе на службе, был с ним в совете и в любви, и во всех делах имел ласку и привет доброй».
В 1684—1686 годах Пётр Семёнович Мешьшой Прозоровский находился на воеводстве в Тобольске. 11 апреля по последнему зимнему пути он со своими товарищами приехал в Тобольск, где пробыл почти два года. Русское правительство, озабоченное обращением в христианство местных иноверцев, требовало, чтобы их крестили только по свободному их желанию, без всякого принуждения, «для того что Сибирь государство дальнее — говорилось в грамоте на имя князя — и состоит между бусурманских и иных вер многих земель, чтоб тем тобольских татар и бухарцев и иных земель приезжих иноземцев не ожесточить и от государей милости их не отгонять и Сибирскому государству какого повреждения не учинить».
Тобольский воевода князь П. С. Прозоровский жестоко преследовал раскольников. Так, отослав одного раскольника, Демку Степанова, из Тобольска на Тюмень, в Преображенский монастырь, он приказал трижды допросить его, «и буде он не покоритца, и по указу великих государей и по граматам, велеть его Демку сжечь и пепел развеять, чтоб отнюдь знаку и костей не было».
Во время его воеводства в Тобольске происходили нападения маньчжуров на русскую Даурию. Царское правительство приказало князю П. С. Прозоровскому собрать 600 служилых людей в Тобольске, Туринске, Верхотурье, Тюмени и отправить их в Енисейск, а оттуда — в даурские остроги и Нерчинск.
19 января 1686 года боярин князь Пётр Семёнович Прозоровский был отпущен из Тобольска в Москву. В 1688—1690 годах находился на воеводстве в Новгороде.

## Семья
Дети:
- Боярин (с 1692) Андрей Петрович Прозоровский (ум. 05.07.1722); женат был трижды: на первой — княжне Ирине Юрьевне Ромодановской, на второй — Матрёне Фёдоровне Водорадской, на третьей — Ирине Матвеевне Вельяминовой-Зерновой.
- Боярин Никита Петрович Прозоровский, женат дважды: 1) на Анне Петровне Кондыревой, 2) на княжне Марии Михайловне Голицыной (1676—?) — дочери боярина М. А. Голицына. Имел трёх сыновей: от первого брака — Александра (ум. 1740); от второго — Владимира и Петра (ум. 1758).
- Князь Владимир Петрович Прозоровский[1]
- Княжна Мария Петровна Прозоровская, жена князя Ивана Григорьевича Куракина[1]
- Княжна Аграфена Петровна Прозоровская, жена Василия Фёдоровича Салтыкова, брата царицы Прасковьи Федоровны, супруги царя Иоанна Алексеевича[1]
- Князь Александр Петрович Прозоровский; жена, Марья Юрьевна Великогагина, после его смерти постриглась в Москве в Новодевичьем монастыре и была казначеей[2].